# Clary Monthal
Clary Monthal, nom de scène de Célina Antoinette Edmée Perdriat, est une actrice française, née le 16 novembre 1883 à Montreuil (Seine, aujourd’hui Seine-Saint-Denis), morte le 18 mars 1975 à Juvisy-sur-Orge (Essonne).

## Filmographie
- 1933 : L'Homme mystérieux
- 1933 : La Femme invisible
- 1935 : Bibi-la-Purée de Léo Joannon
- 1935 : Kœnigsmark
- 1936 : Les Deux Gamines
- 1936 : Tout va très bien madame la marquise
- 1936 : Avec le sourire
- 1937 : Abus de confiance : Honorine
- 1938 : Quadrille : Une habilleuse
- 1938 : Thérèse Martin
- 1938 : Remontons les Champs-Élysées
- 1939 : Vidocq
- 1940 : Bach en correctionnelle
- 1941 : Péchés de jeunesse : Marthe Noblet
- 1942 : Forte Tête : La cuisinère
- 1942 : La Femme perdue : La bonne
- 1943 : Le Voyageur de la Toussaint : Madame Lepart
- 1943 : La Main du diable : La femme de chambre
- 1943 : Voyage sans espoir : Laura - l'habilleuse
- 1944 : Coup de tête
- 1946 : Mission spéciale
- 1946 : Impasse de Pierre Dard
- 1947 : La Taverne du poisson couronné de René Chanas
- 1951 : Superpacific (court métrage) de Pierre Maudru
- 1952 : La Jeune Folle de Yves Allégret

## Théâtre
- 1923 : Le Billet de logement d'Antony Mars et Henry Kéroul, Théâtre des Folies-Dramatiques
- 1929 : Pour vous, opérette  de Barencey et Marcel Nancey, Théâtre Comœdia
- 1934 : Le Nouveau Testament de Sacha Guitry, mise en scène Sacha Guitry
- 1936 : Trois...Six...Neuf... de Michel Duran, mise en scène Jean Wall
- 1945 : Rouge et Or de Charles de Peyret-Chappuis, mise en scène Julien Bertheau